# Casillas (Ávila)
Casillas es un municipio y localidad española de la provincia de Ávila, en la comunidad autónoma de Castilla y León. El término municipal, ubicado en el Valle del Tiétar, tiene una población de 669 habitantes (INE 2024).

## Geografía
Casillas es un municipio que está situado en la provincia de Ávila la vertiente meridional de las estribaciones de la sierra de Gredos, en el inicio del valle del Tiétar. El gentilicio de los habitantes de Casillas es «casillanos». 

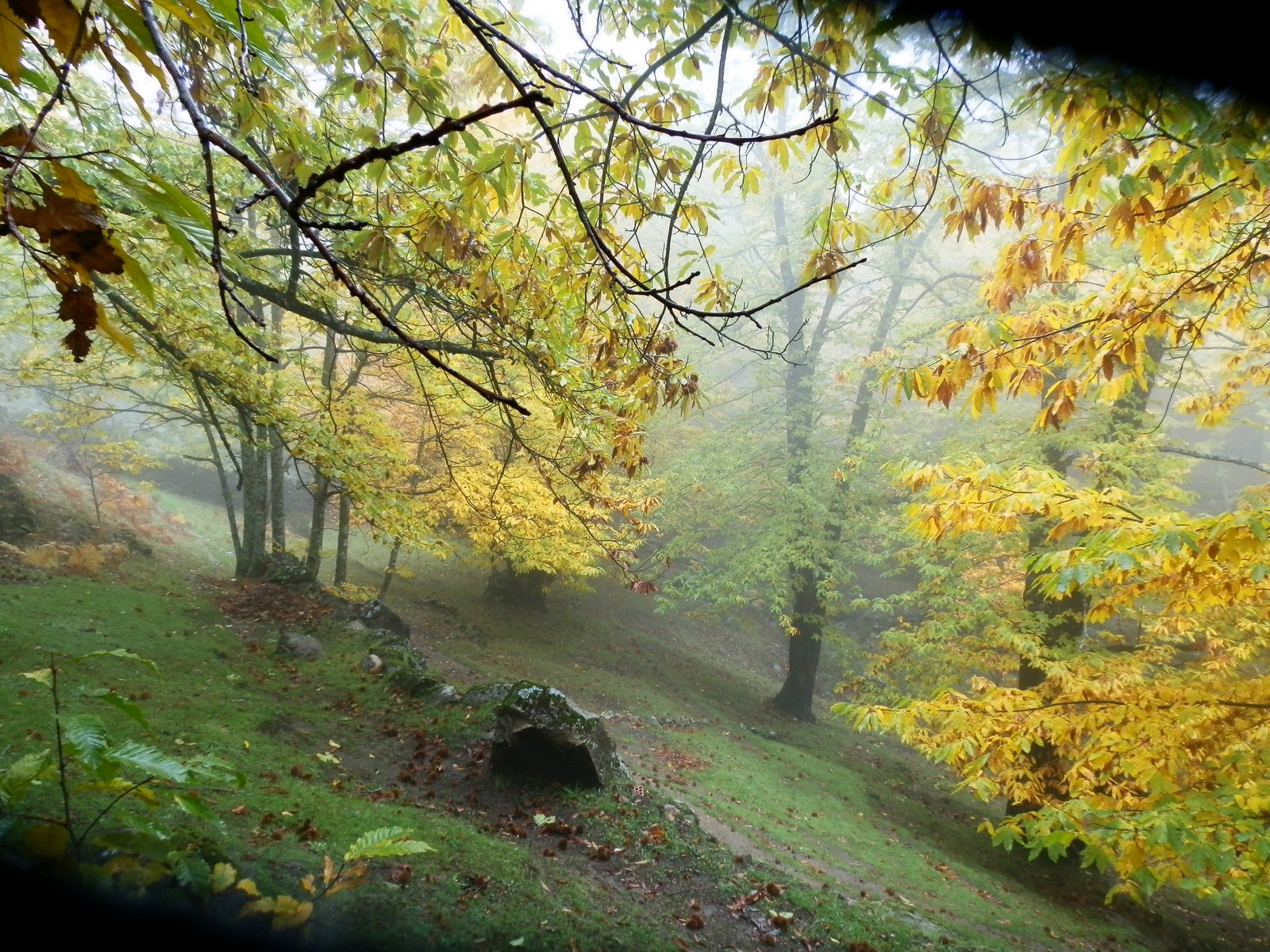
Castañar en Casillas

La localidad está rodeada de un gran bosque de castaños y robledales en las lomas de la montaña, cerca del nacimiento del río Tiétar. 
La localidad linda con al suroeste con el municipio de Sotillo de la Adrada, al sur con Santa María del Tiétar, al norte con El Barraco y al oeste con el municipio madrileño de Rozas de Puerto Real.
| Noroeste: Sotillo de la Adrada | Norte: El Barraco         | Noreste: El Tiemblo                              |
| Oeste: Sotillo de la Adrada    |                           | Este: Rozas de Puerto Real (Comunidad de Madrid) |
| Suroeste: Sotillo de la Adrada | Sur: Sotillo de la Adrada | Sureste: Santa María del Tiétar                  |

### Clima
El municipio de Casillas presenta una precipitación media anual de 978 mm y una temperatura media anual de 12,10 °C. La media de temperaturas mínimas del mes más frío es de 1,10 °C, y la de temperaturas máximas del mes más cálido de 30,20 °C.

## Historia
Incluida dentro de la extensión de 242,60 km² que le fueron concedidos a La Adrada, el 14 de octubre de 1393, fecha en la que se constituyó como villa, su historia ha estado ligada a la de este pueblo, dados los vínculos tanto jurisdiccionales como territoriales que existían entre ambos.
Hacia mediados del siglo XIX, el lugar tenía contabilizada una población de 836 habitantes. Aparece descrito en el sexto volumen del Diccionario geográfico-estadístico-histórico de España y sus posesiones de Ultramar de Pascual Madoz de la siguiente manera:

CASILLAS: l. con ayunt. de la prov. y dióc. de Avila (8 leg.), part. jud. de Cebreros (4), aud. terr. de Madrid (16), c. g. de Castilla la Vieja (Valladolid 30): sit. casi en la cumbre de la cord. del cerro llamado de Guisando, que corre al puerto del Pico; le combaten bien los vientos, y su clima frio es propenso á pulmonias y dolores de costado; tiene sobre 200 casas de muy mala construccion, y reducidas, una plaza, calles bastante sucias, un pósito, reducido sus fondos á 50 fan. de centeno, casa de ayunt., cárcel, 3 fuentes de buen agua, escuela de instruccion primaria comun á ambos sexos, á la que concurren como 30 alumnos que se hallan á cargo de un maestro con la dotacion de 1,300 rs., y una igl. parr. (San Antonio de Padua) servida por un párroco, cuyo curato es de entrada, de presentacion de S. M. en los meses apostólicos, y del ob. en los ordinarios; en las afueras del pueblo está el cementerio en parage que no ofende á la salud pública, y una ermita (Ntra. Sra. de los Remedios) con culto publico á espensas de los fieles. Confina el térm. N. valdio de la c. de Avila; E. las Rozas; S. Escarabajosa, y O. Sotillo: se estiende 1/8 de leg. en todas direcciones, en su mayor parte está poblado de pinos, robles, castaños y otros arbustos, hay algunas viñas y huertos; pasan por derecha é izq. del pueblo y bastante inmediato á él, 2 arroyos permanentes llamados el Pradillo y las Penas, y es abundante de torrentes y gargantas que se precipitan de sus alturas. El terreno es de tercera calidad, y muy poco productivo. caminos: los de pueblo a pueblo en mal estado. El correo se recibe de Cadalso. prod.: centeno, vino, patatas, lino, castañas y hortalizas; su mayor cosecha, patatas y centeno; mantiene ganado lanar, cabrio y vacuno; cria caza de liebres y perdices, abunda en lobos y zorros. ind.: agricultura, 2 molinos de harina y algunos tegedores. comercio: se importa lo necesario de los mercados de Avila. pobl.: 212 vec., 836 alm. cap. prod.: 868,250. imp.: 34,730. ind. y fabril 4,750. contr.: 11,795 rs. con 27 mrs.
(Madoz, 1847, pp. 67-68)

## Demografía
Casillas cuenta con una población de 669 habitantes (INE 2024).
| Gráfica de evolución demográfica de Casillas entre 1842 y 2021                                                        |
| |
| Población de derecho según los censos de población del INE. Población de hecho según los censos de población del INE. |

## Comunicaciones

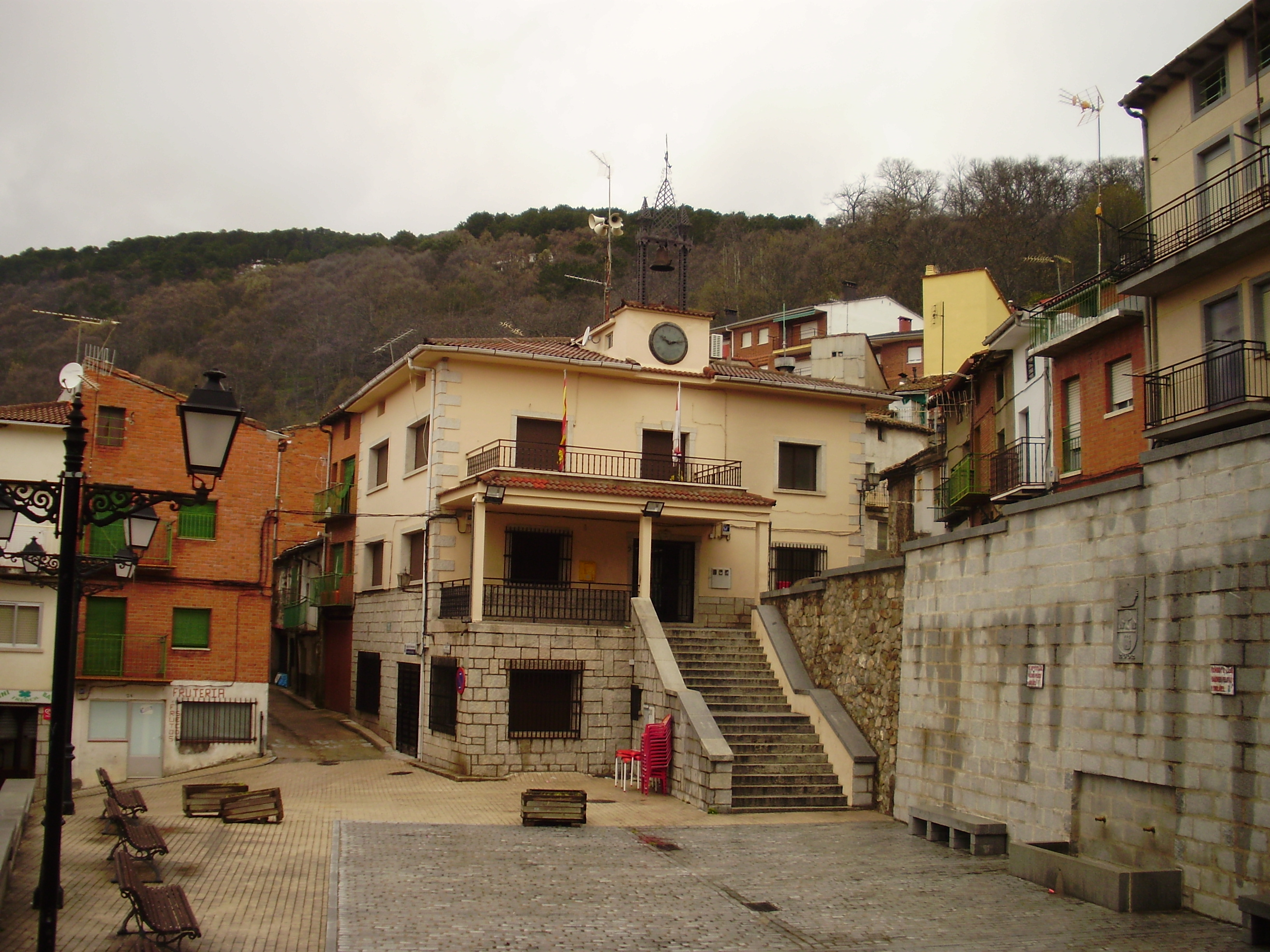
Casa consistorial

La principal vía de acceso al municipio y al resto del valle del Tiétar es mediante la cercana carretera comarcal C-501, más conocida como Autovía de los pantanos. Esta carretera parte de la localidad madrileña de Alcorcón y transita por todo el valle pasando por la capital de la comarca, Arenas de San Pedro, y finalizando en la localidad extremeña de Plasencia. La entrada a Casillas se puede hacer mediante dos puntos, siempre pasando por la citada carretera comarcal. El primer punto es mediante la glorieta que se encuentra en el kilómetro 70 de la C-501, en un lugar llamado localmente como La Venta. El otro punto de acceso a Casillas se realiza tomando la carretera de Casillas que nace en la localidad vecina de Sotillo de la Adrada y que comunica ambas de forma directa.
Casillas dispone de un servicio regular de autobús proporcionado por la empresa Interbus que une la localidad abulense con Madrid y que transita por las localidades vecinas, lo que comunica al pueblo con las mismas de forma regular.

## Símbolos
El escudo heráldico y la bandera municipal fueron aprobados oficialmente el 14 de agosto de 1998. El escudo se blasona de la siguiente manera:

Escudo cortado. Primero de plata un castaño, arrancado de sinople cantonado de dos casas de gules, aclaradas de plata. Segundo de azur castillo de oro aclarado de gules. Al timbre, Corona Real cerrada.
Boletín Oficial del Estado nº 215 de 8 de septiembre de 1998

La descripción de la bandera es la siguiente:

Bandera rectangular, de proporciones 2/3 formada por dos franjas verticales iguales, blanca, con una casa roja junto al asta y azul al batiente.
Boletín Oficial del Estado nº 215 de 8 de septiembre de 1998

## Cultura

### Gastronomía
La gastronomía de Casillas es la típica montañesa de Ávila, con predominio de carnes en los segundos platos. La riqueza de su suelo permite complementos muy variados en cuestión de frutas y verduras con productos frescos de la tierra.
Uno de sus platos típicos son las patatas revolconas (patatas y pimentón, al que se añaden productos cárnicos de la matanza).
En la época otoñal y para combatir los primeros rigores del otoño, destaca su fruto seco estrella: la castaña. Durante un mes gran parte de los habitantes se dedican a recoger las castañas para consumo propio o bien para su venta a la Cooperativa del pueblo. La castaña se consume cruda o asada preferentemente.

### Festividades
Las fiestas en honor a San Sebastián son el 20 de enero participando en ellas toda la localidad, combinándose en la misma la celebración religiosa y algazara popular.
Por otro lado, el 13 de junio se celebra en la localidad la festividad de San Antonio vistiéndose la localidad de color y entusiasmo contagiándose este a todos los habitantes y visitantes de Casillas.

### Educación
El colegio público de Casillas, donde se imparte educación infantil y primaria, se encuentra incluido en el C.R.A. Alto Tiétar, en el cual, además de dicha localidad, se encuentran los colegios de varios pueblos de la zona como Higuera de las Dueñas, Santa María del Tiétar y Navahondilla. Del mismo modo la localidad cuenta con una biblioteca municipal con más de 5000 ejemplares para su lectura y préstamo además de diversos equipos para la conexión a Internet gratuitamente. Otra actividad cultural es la que se desarrolla en el telecentro de Casillas donde se ofertan diversos cursos para niños y adultos además de dar acceso a Internet de forma gratuita.

### Museo
Museo Etnográfico "La Resina" situado en el Paraje "La Manotera", consta de dos exposiciones:
- Chozo I: Exposición permanente dedicada a la resina.
- Chozo II: Sala con exposiciones itinerantes.

En el museo se hace un recorrido rápido por una de las actividades que durante mucho tiempo generó una gran fuente de trabajo en Casillas: la resina.